# Година първа: Запознай се с предците си
„Година първа: Запознай се с предците си“ (на английски: Year One) е американска приключенска комедия от 2009 г. на режисьора Харолд Реймис и разпространен от „Кълъмбия Пикчърс“. Сценарият на филма е написан от Реймис, Джийн Ступнитски и Лий Айзънбърг, и участват Джак Блек и Майкъл Сера. Филмът е продуциран от компанията Апатоу – „Апатоу Продъкшънс“ и е пуснат от 19 юни 2009 г.